# Recco (Italia)
Recco es una localidad y comune italiana de la provincia de Génova, en la región de Liguria. Tiene una población de unos 10 258 habitantes.

## Deportes
En la localidad se encuentra el club Pro Recco, el más titulado del mundo en Waterpolo.

## Demografía
| Gráfica de evolución demográfica de Recco entre 1861 y 2001 |
|                                                             |
| Fuente ISTAT - elaboración gráfica de Wikipedia             |